# Юлия Антония
Вижте пояснителната страница за други личности с името Юлия Антония.
Юлия Антония или Юлия Цезарис (на латински: Julia Antonia; Julia Caesaris; * 104 пр.н.е.; † сл. 39 пр.н.е.) e римска аристократка.

## Биография
Дъщеря е на Луций Юлий Цезар (консул 90 пр.н.е.) и Фулвия, дъщеря на Марк Фулвий Флак (консул 125 пр.н.е.). Сестра е на Луций Юлий Цезар (консул 64 пр.н.е.) и братовчедка на Юлий Цезар.
Юлия се омъжва за Марк Антоний Кретик († 71 пр.н.е.) и има с него трима сина: най-големият е прочутият триумвир Марк Антоний, средният се казва Гай Антоний и най-малкият Луций Антоний.
След смъртта на Кретик тя се омъжва за Публий Корнелий Лентул Сура (консул 71 пр.н.е.), който е екзекутиран през 63 пр.н.е. като участник в заговора на Луций Сергий Катилина.
Тя помага чрез фамилната си дипломация да се състои конференцията на тримата най-силни в Римската империя Антоний, Октавиан и Секст Помпей през 39 пр.н.е. в Поцуоли и слкючването на договора в Мизенум.